# Marin Šemudvarac
Mons. dr. Marin Šemudvarac (Bač, 14. siječnja 1913. − Subotica, 9. lipnja 1999.), hrvatski katolički svećenik, profesor, glasoviti propovjednik, župnik subotičke župe sv. Roka, biolog, prosvjetni djelatnik.

## Životopis
Rodio se je u Baču 1913. godine. Studirao je bogoslovlje u Đakovu i Zagrebu na Katoličkom bogoslovnom fakultetu. Sa studijem je počeo 1931. a završio ga je 1936. godine. Iste se 1936. godine zaredio za svećenika, na 29. lipnja. 
Mladu je misu imao 5. srpnja 1936. u rodnom Baču. Geslo koje je uzeo za svoju mladu misu bilo je:
Poslije je bio kapelan u Subotici u župi sv. Terezije u Subotici te katehet u Dječačkoj gimnaziji. 
Biskup Lajčo Budanović poslao ga je 1938. godine studirati biologiju u Zagreb. Nakon što je diplomirao postavljen je na mjesto profesora biologije i kemije u zagrebačkoj Nadbiskupijskoj klasičnoj gimnaziji na Šalati. Taj je prosvjetni posao radio od 1941. do 1962. godine. Među poznatijim njegovim učenicima bio je Josip Gjuran kojemu je bio razrednikom. Šemudvarac je tijekom profesorskog rada i doktorirao. Doktorska dizertacija bila je na temu Narodna vjerovanja o mjesecu kod Hrvata. Habilitacijska radnja dr Šemudvarca bila je na temu Sadržaj lunarnih mitova i lunarni periodicitet u biologiji. Sukladno tome na zagrebačkom je Katoličkom bogoslovnom fakultetu predavao istoimeni predmet i predmet Granična pitanja teologije i prirodnih nauka.
Nakon 21 godine rada u Zagrebu, vratio se je u Suboticu. U Subotici je imenovan za profesora u Biskupijskoj klasičnoj gimnaziji Paulinumu, u kojoj je imenovan i za direktora. Dužnost je obnašao do 1971. godine. Nešto prije, 1969. godine imenovan je papinskim kapelanom. Na zagrebačkom KBF-u bio je i naslovni docent. Nakon toga prebačen je 1971. u pastoral i imenovan je za župnika župe sv. Roka u Subotici, zamijenivši na tom mjestu Blaška Dekanja. Župnikovao je do 1991. godine kada se je umirovio, a na njegovo mjesto opet je došao Blaško Dekanj. Do smrti je Šemudvarac boravio u svećeničkom domu Josephinumu u Subotici.
Poznat kao propovjednik, propovijedao je od Međumurja do Primorja od Istre do Beograda. Liturgija nije bila područje gdje je bio osobito angažiran, no to je nadoknađivao sadržajem propovijedane riječi. Poznat kao veliki štovatelj Majke Božje i njen hodočasnik. Godinama je propovijedao na Mariji Bistrici i na Trškom vrhu. Hodočastio je u sva marijanska svetišta. Također je osobito štovao v. Josipa i osobito sv. malu Bernardicu. Premda je rijetko dolazio u rodni kraj, bio je u stalnoj vezi s Bačem i Plavnom, a u njima je imao i brojnu rodbinu.
Napisao je i preveo nekoliko natuknica za Enciklopedijski zbornik Znanje i radost.
Osim tih dužnosti obnašao je visoke crkvene dužnosti u Subotičkoj biskupiji. Ondje je bio biskupijski savjetnik, prosinodalni sudac i ispitivač.
Umro je 9. lipnja 1999. godine u Subotici. Sprovod mu je bio 12. lipnja, a tijelo je bilo izloženo u crkvi sv. Roka. Misu zadušnicu je u zajedništvu s četrdesetak svećenika predvodio subotički biskup mons. dr. Ivan Penzeš. Prigodnu homiliju održao je mr. Andrija Kopilović, prorektor Teološko-katehetskog instituta Subotičke biskupije. Na misi je pjevao župni zbor pod ravnanjem s. Silvane Milan. Počasnu stražu uz tijelo pok. monsinjora činili su nekadašnji i sadašnji članovi Pastoralnog vijeća župe sv. Roka.
Pokopan je u Subotici, na Kerskom groblju u svećeničku grobnicu ispred kapelice sv. Ane. U ime svih župljana župe sv. Roka na Šemudvarčevu se grobu od pokojnika se oprostila Đula Milodanović pjesmom koju je napisala za tu prigodu.